# Barbados i olympiska sommarspelen 1984
Barbados deltog i de olympiska sommarspelen 1984 med en trupp bestående av 16 deltagare, tretton män och tre kvinnor, men ingen av landets deltagare erövrade någon medalj.

## Boxning
- Edward Neblett
- Ed Pollard

## Cykling
- Charles Pile

## Friidrott
Herrarnas 400 meter
- Elvis Forde
  - Heat — 45,47
  - Kvartsfinal — 45,60
  - Semifinal — 45,32 (→ gick inte vidare)

- David Peltier
  - Heat — 46,57
  - Kvartsfinal — 46.48 (→ gick inte vidare)

- Richard Louis
  - Heat — 46,70 (→ gick inte vidare)

Damernas 400 meter häck
- Cheryl Blackman
  - Heat — 1:01,19 (→ gick inte vidare)

- Carlon Blackman
- Clyde Edwards
- Hamil Grimes
- Anthony Jones
- John Mayers

## Konstsim
Damernas solo
- Chemene Sinson

## Segling
- Bruce Bayley
- Howard Palmer